# Contract met de Italianen
Het Contract met de Italianen, oftewel Contratto con gli italiani, is een lijst met voorstellen die Silvio Berlusconi vlak voor de verkiezingen van 2001 als oppositieleider bekendmaakte. Het contract bevat vijf hoofdpunten, waarvan Berlusconi er naar eigen zeggen minstens vier van zou vervullen, anders zou hij zich bij volgende verkiezingen niet kandideren.

## Actiepunten
- - Verlaging van de belastingdruk.
  - Verlaging van de criminaliteit door onder andere het invoeren van wijkagenten en andere lokale politie-eenheden.
  - Verhoging van de minimumpensioenen tot minstens 1 miljoen lire (516 euro).
  - Het creëren van minstens 1,5 miljoen nieuwe arbeidsplaatsen.
  - Het uitvoeren van een groot aantal grote openbare werken, zoals het bouwen van een brug over de Straat van Messina.

## Debat
Vlak voor de Italiaanse verkiezingen van 9 en 10 april 2006 werd er een debat gevoerd over de mate waarin de regering erin geslaagd was de vijf punten te realiseren. Berlusconi zelf houdt vol vier van de vijf punten te hebben gerealiseerd, waar de oppositie van mening is dat hij geen van de punten heeft gerealiseerd en zodoende niet aan de verkiezingen zou hebben moeten deelnemen. De oppositie voert aan dat Berlusconi de waarheid verdraait om zo te kunnen zeggen dat hij zich aan het contract heeft gehouden.